# 미토마역
미토마역(일본어: 三苫駅)은 일본 후쿠오카현 후쿠오카시 히가시구 미와다이 3초메에 소재하는 서일본 철도 가이즈카 선의 역이다.

## 역사
- 1925년 7월 1일: 하카타 만 철도 기선의 역으로 개업.
- 1942년 9월 19일: 하카타 만 철도 기선이 큐슈 전기궤도에 합병됨.
- 1986년 11월 1일: 교상역사 공용 개시. 1면 1선에서 2면 2선화가 됨[1].
- 2007년 4월 1일: 당역 회차 열차의 설정이 폐지됨.
- 2013년 5월 23일: 니시테쓰 신구 방향에 개찰구 층에서 각 승강장을 연결하는 엘리베이터 전용 과선교 설치[2].
- 2017년 2월 1일: 역 번호 도입.

## 역 구조
2면 2선의 교상역사로 가이즈카 선에서 유일하게 과선교를 가진 역이다. 과선교와 별도로 니시테쓰신구 방향에는 엘리베이터 전용 과선교와 상, 하행 승강장을 연결하는 엘리베이터가 각각 1기씩 설치되어 있다. 후쿠오카 시영 지하철 가이즈카역 연장과 병행하여, 기존 1면 1선에서 설비가 증강되었다.
지하철과 가이즈카 선과 환승 할인 운임이 적용되는 가이즈카 선 역 중 가이즈카 역에서 가장 멀리 있는 역이다.
2007년 3월 31일까지는 러시아 워 시간대에 당역 회차 열차도 존재하였고 2번 승강장은 극히 일부의 예외를 제외하고는 회차 열차 전용으로 회차 열차가 없는 낮 시간에는 울타리가 설치된 관계로 들어가지는 못했지만, 2007년 4월 1일에 니시테쓰신구 ~ 쓰야자키 역간 폐지에 따른 다이어 개정으로 전 열차가 가이즈카 ~ 니시테쓰신구 역간 운행으로 2번 승강장이 가이즈카 방면 발착 승강장으로 어느 시간대나 입장 가능하게 되었다.

### 승강장
| 1 | ■ 가이즈카 선 | 니시테쓰신구 행 |
| 2 | ■ 가이즈카 선 | 가이즈카 방면   |

## 역 주변
히가시 구의 북단, 후쿠오카 시 동북단에 위치하고 있다. 동, 서쪽 출입구 측 모두 주변은 주택지다.
- 미토마 초등학교
- 와다쓰미 신사
- 미토마 해수욕장

## 사진

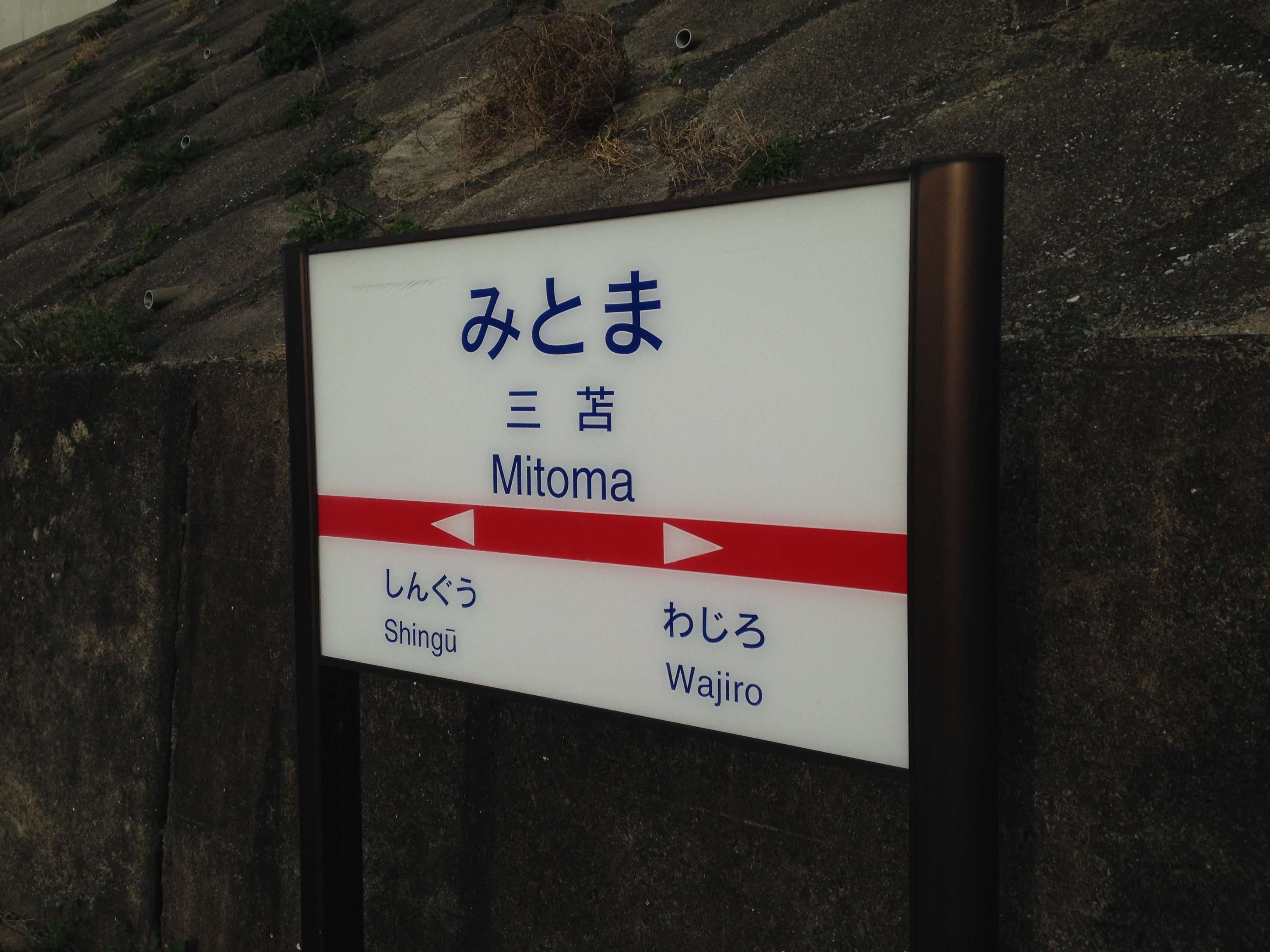
역명판

## 인접역
| 서일본 철도 ■ 가이즈카 선 | 서일본 철도 ■ 가이즈카 선 | 서일본 철도 ■ 가이즈카 선           |
| ------------------------- | ------------------------- | ----------------------------------- |
| NK08 와지로 가이즈카 방면 |                           | 니시테쓰신구 NK10 니시테쓰신구 방면 |